# Конкорд (Северна Каролина)
Конкорд (енгл. Concord) град је у америчкој савезној држави Северна Каролина.

## Демографија
По попису из 2010. године број становника је 79.066, што је 23.089 (41,2%) становника више него 2000. године.
| Група             | 2000.          | 2010.          |
| Белци             | 41.985 (75,0%) | 51.843 (65,6%) |
| Афроамериканци    | 8.450 (15,1%)  | 14.110 (17,8%) |
| Азијати           | 684 (1,2%)     | 2.046 (2,6%)   |
| Хиспаноамериканци | 4.369 (7,8%)   | 9.754 (12,3%)  |
| Укупно            | 55.977         | 79.066         |